# Preben Steen Bøgebjerg
Preben Steen Bøgebjerg (tidl. Nielsen - født 26. august 1981) er en dansk forfatter, kulturiværksætter og filmproducer.
Han er uddannet indenfor IT, men har siden 1999 arbejdet professionelt med events, kultur og film. Preben har diagnosen muskelsvind (SMA type 02), men formår, trods sit handicap at bryde grænser. Han er bl.a. kendt for sin medvirken i flere end 50 film- og tvproduktioner, heriblandt Thomas Vinterbergs "Submarino" og Anders Matthesens “Sorte kugler.”
I 2013 kørte Preben 300 km på 10 dage, fra Vejle til Skagen, i sin el-kørestol. En spontan idé affødt på Facebook der endte som et eventyr og ovenikøbet rejste 20.000 kr til den velgørende organisation Motorsport for Life. En organisation som skaber oplevelser for kræftsyge børn.
Det var også i 2013, at Preben udkom med sin første film som producer, novellefilmen Blodbrødre. Filmen modtog flere priser herhjemme samt i udlandet, og blev samtidigt fundamentet for Gælden - en fuldlængde spillefilm, produceret i samarbejde med hans partner Claus Thomsen og filmselskabet Zentropa. Gælden havde premiere i 2017. Filmen, der blev Robert-nomineret og vandt 'Best Feature' ved Berlin Lift-Off Festival 2018, byder på et stjernebesat cast med navne som Bjarne Henriksen, Kurt Ravn, Flemming Jensen samt Morten Suurballe m.fl.
I musikbranchen er Preben kendt for sit mangeårige virke som pressechef for Danish DeeJay Awards og for sine egne elektroniske popup-events i parker og på torve i Vejle. Initiativer der har medvirket til, at Preben i 2016 modtog Vejle Kommunes Kulturpris. En udmærkelse der ledsages af en statuette udført af skulptør Flemming Jarle samt 25.000 kr.
Preben udkom med selvbiografien "Kan den snakke? - 12.000 dage set fra en kørestol" i 2017 og efterfølgende med hans første børnebog "Tosse-Tino" i efteråret 2018. Begge på forlaget Dreamlitt.
I forbindelse med udgivelsen af selvbiografien modtog Preben "Åbenhedsprisen.” Prisen blev tildelt af Vejle Amts Folkeblad for hans ligefremhed og ucensurerede udtalelser i selvbiografien såvel som på sociale medier og i det offentlige rum. Med prisen fulgte 10.000 kr og et særligt værk af kunstneren Albert Bertelsen.
I 2019 skabte Preben virksomheden byplakaten.dk, som i 2022 skiftede ejer. Salget af plakatvirksomheden skete for at frigøre tid til Prebens nuværende virke som forfatter.